# Christopher Juul-Jensen
Christopher Juul Jensen (født 6. juli 1989) er en dansk cykelrytter, som for øjeblikket kører for Team Jayco AlUla.
Han startede sin karriere for Glud & Marstrand-LRØ Rådgivning og ved indgangen til 2012, skrev han professionel kontrakt med Team Saxo Bank-Tinkoff Bank. Christopher Juul-Jensen er født i Irland, hvor han boede de første 16 år af sit liv. Han opnåede sin karrieres klart største triumf, da han foruden at blive danmarksmester i enkeltstart, også vandt Post Danmark Rundt i 2015. 

## Grand Tour tidslinje, samlede klassement
| Grand Tour | 2014 | 2015 | 2016 | 2017 | 2018 | 2019 | 2020 | 2021 | 2022 | 2023 |
| ---------- | ---- | ---- | ---- | ---- | ---- | ---- | ---- | ---- | ---- | ---- |
| Giro       | 100  | 135  | -    | 109  | 74   | 70   | -    | 97   | 93   | -    |
| Tour       | -    | -    | 119  | -    | -    | 112  | 99   | 114  | 126  | 117  |
| Vuelta     | -    | -    | -    | 107  | -    | -    | -    | -    | -    |      |

WD = Withdrew; IP = I gang
Vinder af 4. etape af Tour de Suisse 2018.